# San Pedro Mártir Quiechapa
San Pedro Mártir Quiechapa är en kommun i Mexiko.   Den ligger i delstaten Oaxaca, i den sydöstra delen av landet, 500 km sydost om huvudstaden Mexico City.